# Accisa
Per accisa, in economia politica si intende una imposta sulla fabbricazione e vendita di prodotti di consumo. Il termine deriva dal latino accidere, che significa "cadere sopra". In Italia, nelle voci di spesa (ad esempio nelle bollette) la voce "accisa" viene spesso sostituita con "imposta di consumo" o "imposta di produzione" o "imposta erariale".

## Caratteristiche
È un tributo indiretto che colpisce singole produzioni e singoli consumi. È indiretto perché il produttore, che paga il tributo, la gira al consumatore. Tipicamente l'accisa si distingue da altri tributi (ad esempio l'IVA) perché: 
1. applicata a specifiche categorie di prodotti
2. applicata sulla quantità, invece che sul prezzo
3. applicata una sola volta

Spesso alle accise si sommano altre imposte come l'IVA o dazi doganali o tasse di importazione.
L'applicazione delle accise varia moltissimo da paese a paese. Le accise hanno funzioni di gettito fiscale, ma esprimono anche indirizzi economici e politici e ideologie sociali.

## Nel mondo
Poiché la situazione impositiva varia da Stato a Stato, ogni Paese ha una propria disciplina normativa, dal momento che le accise concorrono tradizionalmente alla formulazione di scelte politiche, non solamente in campo tributario, ma anche nei settori industriale, energetico, sanitario, sociale, dei trasporti e dell'agricoltura.
Nel mondo anglosassone e scandinavo le accise hanno spesso una valenza "compensativa" o "punitiva" nei confronti di consumi che possono impoverire il paese, come sul consumo di tabacco e bevande alcoliche, o su consumi di importazione, come i carburanti. In India invece le accise vengono applicate a tutta la produzione industriale.

### Unione europea
L'armonizzazione delle accise è stato un elemento indispensabile alla corretta instaurazione del mercato unico europeo. D'altra parte, il gettito fiscale legato alle accise è fondamentale per la fiscalità interna dei singoli Stati membri, in quanto costituisce una parte cospicua delle entrate nel bilancio di ogni Paese.
Il grande impatto di questo tipo di fiscalità si rileva considerando che essa colpisce prodotti tipici dell'agricoltura e degli usi alimentari di ogni Paese e prodotti cosiddetti energetici, impiegati nella produzione di beni e servizi di larghissimo consumo come l'energia elettrica, il gas o i trasporti. Date le caratteristiche territoriali molto diverse che contraddistinguono i Paesi membri, non è stato possibile giungere a un'armonizzazione completa, ossia colpire gli stessi prodotti con le stesse aliquote in tutto il territorio dell'Unione Europea, però si è proceduto ad armonizzare le strutture dei tributi nell'ambito di un regime generale valido in ogni Stato membro.
Nell'Unione europea abbiamo dal direttiva del Consiglio Europeo n. 2003/96/CE del 27 ottobre 2003, che ha lasciato ampio spazio alla sussidiarietà.
Nella CEE l'aviojet, il cherosene utilizzato dagli aerei a reazione, ai sensi della direttiva 92/81/CEE è esente da accise, fa eccezione l'utilizzo per l'aviazione privata da diporto.
I voli tra Paesi CEE e Paesi non comunitari ugualmente non pagano alcuna accisa in virtù di specifici accordi internazionali.
La direttiva del Consiglio dell'Unione Europea n. 2003/96/CE prevede:
- il momento generativo dell'obbligazione tributaria all'atto della fabbricazione dei prodotti nel territorio dell'UE o all'importazione;
- il perfezionamento dell'esigibilità del tributo all'atto dell'immissione in consumo dei prodotti, con l'uscita dalla fabbrica o con l'importazione definitiva;
- la possibilità di detenere o di trasferire le merci in regime sospensivo;
- vincoli di fabbricazione, di deposito e di circolazione per le merci a imposta sospesa;
- un sistema di garanzia per la fabbricazione, la trasformazione e la detenzione delle merci in sospensione d'accisa, secondo le previsioni di ogni Stato membro;
- un sistema di garanzia obbligatorio per la circolazione in regime sospensivo;
- la possibilità, per le merci già immesse in consumo in uno Stato membro, di ottenere il rimborso dell'imposta assolta se le stesse merci sono trasferite in un altro Stato membro dove pagano l'accisa ivi vigente;
- i casi in cui si possono ammettere i prodotti ad agevolazione d'imposta, sotto l'osservanza di determinate modalità.

La disciplina europea ha introdotto l'istituto del deposito fiscale e alcune figure di soggetti passivi, come il depositario autorizzato, l'operatore registrato, l'operatore non registrato e il rappresentante fiscale.
Pertanto, i principi del regime impositivo, unitamente alle figure di soggetti passivi, riconosciuti in tutto il territorio comunitario, concorrono a quella armonizzazione della struttura fiscale delle accise che unificano le modalità di gestione e di controllo delle operazioni rilevanti ai fini della tassazione.
In questo modo, è stata assicurata la libera circolazione delle merci nel territorio della Comunità, salvaguardando gli interessi dei singoli Stati.
Ad esempio, l'aliquota di accisa zero sul vino non penalizza i produttori di quei Paesi dove è forte la produzione vitivinicola.
Al tempo stesso, però, il regime di deposito fiscale garantisce gli interessi di altri Paesi in cui l'imposta è più o meno alta: lo speditore italiano che opera in regime di deposito fiscale è tenuto a garantire il carico di imposta gravante nel Paese di destinazione.
La prestazione di un'apposita garanzia, infatti, consente al depositario italiano di emettere il documento amministrativo di accompagnamento (DAA), riconosciuto in tutta l'Unione, la cui funzione è quella di trasferire, insieme alla merce, anche l'obbligazione tributaria tra operatori economici comunitari.
L'armonizzazione dei testi normativi in materia di accise dei 28 Stati membri dell'Unione europea è entrata in vigore il 1º gennaio 2005.
Il formato standard del nuovo codice di accisa è composto da 13 caratteri alfanumerici. I primi due identificano lo Stato nel quale opera il soggetto assegnatario del codice (IT per l'Italia).

### Italia
Le accise più importanti sono quelle relative ai prodotti energetici (precedentemente limitati solo agli oli minerali derivati dal petrolio), all'energia elettrica, agli alcolici e ai tabacchi. I tabacchi sono gravati dall'accisa, ma seguono regolamentazioni diverse. In Italia, la gestione delle accise viene curata dall'Agenzia delle dogane e dei monopoli. Da un punto di vista normativo, le accise sono regolate dal "Testo Unico Accise", ovvero il d.lgs. 26 ottobre 1995, n. 504.
È un'imposta che grava sulla quantità dei beni prodotti, a differenza dell'IVA che incide sul valore. Infatti l'IVA è espressa in aliquote applicate al valore del prodotto, l'accisa, invece, si esprime in termini di aliquote rapportate all'unità di misura del prodotto.
Nel caso dei prodotti energetici si hanno aliquote rapportate al litro considerato alla temperatura di 15 °C, come nel caso della benzina e del gasolio, oppure al chilogrammo come ad esempio sugli oli combustibili e sui GPL. Nel caso dell'alcol, l'aliquota fiscale è rapportata al litro anidro, cioè all'unità di volume considerato alla temperature di 20 °C, al netto dell'acqua. Ad esempio, una bottiglia da un litro di grappa a 40° contiene 1x40:100= 0,4 litri anidri, mentre il litro totale di prodotto viene detto litro idrato. Nel caso dei gas, come ad esempio il metano, l'aliquota è rapportata al metro cubo alle condizioni standard di pressione di 1 bar (100 000 Pa) e di temperatura di 15 °C. Nel caso dell'energia elettrica l'aliquota è rapportata al chilowattora.
A livello internazionale, l'Italia con la legge 13 ottobre 2009, n. 158 ha ratificato l'accordo euromediterraneo nel settore del trasporto, in merito al pagamento delle accise.

#### Valore economico delle accise
Le accise rappresentano una delle principali entrate dello Stato Italiano e delle Regioni. Questi proventi afferiscono al capitolo erariale n. 1409 e al conto regionale n. 20759.
Il bilancio dello stato del 2012 registrava, per l'anno 2011, entrate per 432.640M EUR, di cui 182.440M di imposte indirette, di cui circa 46.000M di accise e simili (imposte di produzione, monopoli e lotto).
 
Ne deriva che, nel 2011, il 25% delle imposte indirette proveniva dalle accise, considerato che contribuiscono anche alla componente IVA (113.912M).
Nel 2011, le voci più consistenti sono state le accise sulla produzione ed il consumo degli oli minerali (20.254M EUR), i proventi del monopolio sui tabacchi (10.398M EUR), le accise legate al lotto e simili (8.278M EUR) e le accise sul gas metano (4.601M EUR).

#### Accisa sui carburanti
Su tutto il territorio italiano grava una accisa sull'acquisto dei carburanti, il cui ammontare è stato incrementato nel tempo allo scopo di fronteggiare finanziariamente diverse emergenze provocate da eventi naturali e non. Quando sono cadute le giustificazioni di esse, spesso tali incrementi non sono stati aboliti, ma i maggiori introiti utilizzati per la copertura di altre voci del bilancio pubblico.
Dal 1999 un decreto legislativo permette alle varie Regioni di imporre una accisa autonoma sulla benzina.
I citati incrementi portano l'accisa, o cosiddetta imposta di fabbricazione sui carburanti, a 72,84 cent per litro per la benzina verde e 61,74 cent per il gasolio IVA esclusa.
Il meccanismo dell'indirizzo politico-economico è evidente nella scelta dello Stato Italiano di differenziare le accise applicate ai carburanti (dati 2019)
 :
1. benzina: € 728,40 per mille litri.
2. gasolio: € 617,40 per mille litri (416,00 per mille litri nel 2006)
3. GPL: € 267,77 per mille kg
4. gas naturale: € 4,4 per mille kg (dato indicativo, calcolato applicando una conversione di 0,74 kg/m³)

#### Accisa sul metano per riscaldamento
Il gas metano o gas naturale bruciato per riscaldamento è soggetto ad accisa o imposta di consumo. Le aliquote sono distinte, in base ai consumi, alla tipologia di consumo (civile o industriale) e alla regione di residenza (Nord/Sud e addizionali regionali).
Secondo l'AEEG, nel 2014, in una tipica bolletta le imposte sono circa un terzo (35%) del totale in fattura e la accisa circa il 17%.

#### Accisa sull'energia elettrica
Al 1995 l'accisa sull'energia elettrica per le abitazioni era imposta a L. 9,10 per chilowattora, che con il passaggio all'Euro diventano 0,0047 euro al chilowattora.
Nel 2011, il D.Lgs. n.23 del 14 marzo, al comma 6 dell'art.2, abolisce le addizionali comunali e provinciali all'accisa e di conseguenza il Decreto Ministero dell'economia e delle finanze del 30 dicembre 2011 (G.U. Serie Generale n.304 del 31-12-2011) aumenta l'aliquota dell'accisa in 0,0227 euro al chilowattora.
L'accisa elettrica presenta una peculiarità che ha un effetto deterrente, per consumatori domestici con contratto residente, ad oltrepassare i 3 kW di potenza contrattuale.
Infatti, per il D.L. n. 41 del 23 febbraio 1995, al comma 6, punto a) dell'art. 17, "I consumi di energia elettrica nelle abitazioni di residenza anagrafica degli utenti, con potenza impegnata fino a 3 KW, limitatamente ai primi due scaglioni mensili di consumo di cui alla tabella A-2, punto 1, lettera a), allegata al provvedimento n. 15 del 14 dicembre 1993 del CIP sono esenti dall'imposta;"
I primi due scaglioni coprivano un consumo di 900 kW·h cadauno, quindi il limite per l'esenzione è di 1800 kW·h annui. La regola di calcolo è la seguente:
- fino a 1800 chilowattora anni non si addebita l'accisa
- dal chilowattora 1801 al 2640 si applica l'accisa nominale
- dal chilowattora 2641 al 4440 si applica due volte l'accisa, una volta per il chilowattora consumato, una seconda volta per recuperare un chilowattora esentato
- dal chilowattora 4441 in poi si torna ad applicare l'accisa nominale

Il passaggio a potenze superiori ai 3 kW contrattuali, comporta la perdita secca della esenzione, e che vale fino a 45 euro lorde (€44,95) per la fascia di consumo tra 1800 kW·h e 2640 kW·h annui. La perdita di questa esenzione pesa quasi quanto l'aumento della quota fissa del passaggio da 3 kW a 5 kW (nel 2021 poco meno di 47 euro lorde). Quindi, per gli utenti con consumi elettrici annui tra i 1800 e 2640 kW·h, l'effetto apparente è un costo doppio globale dell'incremento di potenza a 5 kW rispetto ad altre categorie, ad esempio, di chi consuma molto di più di 2640 kW·h, oppure di chi ha un contratto domestico non residente (e quindi non accede alla esenzione a prescindere da quale sia la potenza contrattuale).

#### Accisa sugli alcolici
Per quanto riguarda la birra, l’aliquota viene calcolata per ettolitro e per grado plato, e attualmente ammonta a 2,99 euro.
Nel 2024 le accise sulla birra hanno superato i 714 milioni di euro, registrando un incremento di 20 milioni rispetto al 2023, principalmente a causa dell’aumento dell’aliquota, e incidendo fino al 40% sul prezzo al consumatore.